# Malenovo
Malenovo (bulgariska: Маленово) är ett distrikt i Bulgarien.   Det ligger i kommunen Obsjtina Straldzja och regionen Jambol, i den östra delen av landet, 280 km öster om huvudstaden Sofia.
Trakten runt Malenovo består till största delen av jordbruksmark. Runt Malenovo är det ganska glesbefolkat, med 34 invånare per kvadratkilometer.